# 防府読売マラソン
防府読売マラソン（ほうふよみうりマラソン）は、毎年12月に山口県防府市で開催されている日本陸上競技連盟（日本陸連）公認のマラソン大会。

## 概要
1970年（昭和45年）12月27日に66人のランナーを迎えて第1回大会が行われ、2019年で第50回を数える。当時の防府市長であった秋本武の「防府には、往年の名ランナーの濱村秀雄（1955年ボストンマラソン優勝、メルボルンオリンピック日本代表。協和発酵所属）、貞永信義（ローマオリンピック日本代表、元カネボウ陸上競技部監督）両氏もおり、市あげての一大行事としての本格的なマラソン大会を」との思いから第1回大会が実現したという。
基本的に12月の第3日曜日に開催されており、日程的に、毎年その年の最後に行われる日本陸連公認マラソン大会となっている。若手有望選手が多く参加していることから、よく「若手の登竜門」と呼ばれている。
防府市に本拠地を置いていたカネボウ陸上競技部の強化という目的もあったが、2006年に同部が山口県から離れ、以後は中国、韓国、エチオピアなど国際色豊かな参加選手から分かるとおり、国際交流が大会開催の意義となってきている。
2009年（第40回）より女子の部、2015年よりIPC（国際パラリンピック委員会）登録の部（ブラインドマラソン）が創設され、IPC登録の部は日本視覚障がい女子マラソン選手権大会を兼ねる。
2021年（第52回）からはジャパンマラソンチャンピオンシップシリーズ（2021年は男子G2、2022年は男子G1）・マラソングランドチャンピオンシップ (MGC) チャレンジに位置づけられ、「日本人1位且つ2時間10分以内」「日本人6位以内且つ2時間09分以内」「2時間08分以内」のいずれかの要件を満たせばMGCへの参加資格が与えられる。

### 主催など
- 主催 - 中国陸上競技協会、山口陸上競技協会、山口県、山口県スポーツ協会、防府市、読売新聞社、山口放送
- 後援 - 日本陸上競技連盟、防府市スポーツ協会、防府市教育委員会、報知新聞社
- 主管 - 防府市陸上競技協会、山口陸上競技協会

## 歴史
第1回からしばらくは防府市内にある右田中学校前をスタートゴールとし徳地町下畑（現山口市徳地山畑下畑）で折り返す佐波川沿いの田園風景が広がる平坦基調のコースだったが、1990年の第21回大会から防府市スポーツセンター陸上競技場をスタートゴールする市街地循環コースに変更。1999年の30回大会に初めて優勝者のタイムが2時間10分を切り、大会のレベルが上がってきている。
1990年代前半には防府市の姉妹都市である春川市がある韓国から招待選手が多かったが、2000年代前半から現在ではエチオピアから招待選手がやってきている（2006年の37回大会にはさらにトヨタ紡織（旧アラコ）所属の外国人ランナーがペースメーカーとして参加）。
近年の大会では、完走するために3時間以内での走破が求められていたが、一時は1000人を超えた参加者が400人程度まで減少したこともあり、2008年大会から制限時間が4時間以内と大幅に緩和され、2009年の第40回大会では過去最高の1601人が参加した。だがこの大会での完走が全国のサブスリー級のランナーにとってのモチベーションとなっていたこともあり、緩和についてはランナーの間で賛否を呼んでいる。
国際陸上競技連盟 (IAAF) が世界記録を公認する大会であることから、2017年大会は2020年東京オリンピック男子マラソン代表選考会での「マラソングランドチャンピオンシップ」(MGC) への出場資格を得るための「ワイルドカード」対象レースに認定されていた。本大会の成績のみで無条件にMGC出場資格を得る「2時間08分30秒以内」の記録を出す選手はいなかったものの、2時間10分3秒で3年振りに優勝した川内優輝が、2週間前の第71回福岡国際マラソンのゴールタイム（2時間10分53秒で9位）との平均でMGC出場資格（ワイルドカード対象レースのタイム上位2大会の平均が2時間11分00秒以内）を満たした。
川内は2018年大会で2連覇を達成したことによって、優勝回数も大会史上最多の4回目に到達。その一方で、翌2019年にはMGCへの出場を辞退したうえで、世界陸上ドーハ大会の男子マラソンへ出場した。2020年の本大会では2位に終わったものの、ゴールタイムは2時間10分26秒で、2018年に自ら達成した「フルマラソンにおける2時間20分以内の最多完走数」のギネス世界記録（認定の時点では78回）を100回にまで更新した。
なお、日本陸上競技連盟が2021年に創設したジャパンマラソンチャンピオンシップ（JMC）シリーズでは、本大会を第1期（2021 − 22年）でグレード2、第2期（2022 − 23年）でグレード1に指定。2022年大会の開催日は12月4日で、当大会と同時にJMCシリーズ第2期のグレード1へ指定された「福岡国際マラソン2022」（2021年で終了した福岡国際マラソン選手権大会から運営体制を一新した後継大会で12:10スタート）と重複しているが、当大会ではスタート時間を午前中（10:40）に繰り上げている。

## コース
日本陸連公認防府マラソンコース
キリンレモンスタジアム ソルトアリーナ防府前→県道防府環状線→中関港臨港道路→県道防府環状線→県道防府停車場向島線→県道中ノ関港新田線→県道中ノ関港線→中関港臨港道路→県道防府環状線→県道三田尻港徳地線→県道防府停車場大藪線→県道高井大道停車場線→県道中ノ関港線→航空自衛隊防府南基地前（折り返し）→県道中ノ関港線→県道高井大道停車場線→県道防府停車場大藪線→県道三田尻港徳地線→県道防府環状線→キリンレモンスタジアム陸上競技場
- 2010年までは防府市スポーツセンター陸上競技場スタートから9kmほど田島地区を一周し、その後は防府市街地南部を反時計回りに中関ゴルフ場前まで走行し折り返して防府市スポーツセンター陸上競技場に至るコース（ただし防府駅周辺のみ往路は防府駅てんじんぐち前を、復路は防府駅みなとぐち前を通過）を走っていた。
- 2011年にコースが一部変更となり、スタートから中関港を時計回りに一周し、防府市南部の田島地区を一周してから防府市街地南部を反時計回りに大きく一周し、防府南基地そばの田島交差点付近で折り返して今度は防府市街地を時計回りに一周して防府市スポーツセンター陸上競技場まで戻る。
- 2019年にコースが一部変更となり、スタート地点が防府市スポーツセンター陸上競技場内からソルトアリーナ前の県道上に移動し、スタートから3kmほど西に直進し、そこから中関港の工業地帯を通り抜けて田島地区へ向かうルートとなった（以降は前年までと同じ）。
- 比較的平坦なコースであるが、三田尻大橋交差点（県道三田尻港徳地線）付近と植松跨線橋（県道中ノ関港線）付近の、約10mの高低差のあるアップダウンを2度ずつ越える。

## 歴代優勝者
国籍・所属は当時のもので、記録の太字は同大会記録更新（当時も含む）。また、第9回までは、当時の国際陸上競技連盟の規則により、マラソンにおいても10分の1秒単位で計時が行われていた。
| 回数 | 年度 | 氏名                   | 国籍・所属                     | 記録           |
| ---- | ---- | ---------------------- | ------------------------------ | -------------- |
| 1    | 1970 | 上原敏彦               | 日本・東洋ベアリング           | 2時間15分49秒8 |
| 2    | 1971 | 中村正美               | 日本・電電中国                 | 2時間17分52秒8 |
| 3    | 1972 | 佐々木精一郎           | 日本・神戸製鋼                 | 2時間20分47秒6 |
| 4    | 1973 | 佐藤直行               | 日本・東洋ベアリング           | 2時間19分10秒4 |
| 5    | 1974 | 酒見勝喜               | 日本・鐘紡                     | 2時間16分04秒0 |
| 6    | 1975 | 益田豊一               | 日本・鐘紡                     | 2時間19分13秒6 |
| 7    | 1976 | 佐藤進                 | 日本・旭化成                   | 2時間17分22秒8 |
| 8    | 1977 | 斉藤一夫               | 日本・福島陸協                 | 2時間16分32秒1 |
| 9    | 1978 | 武冨豊                 | 日本・神戸製鋼                 | 2時間15分06秒4 |
| 10   | 1979 | 佐藤進                 | 日本・旭化成                   | 2時間15分43秒  |
| 11   | 1980 | 三村光明               | 日本・九州産交                 | 2時間17分32秒  |
| 12   | 1981 | 立川勝浩               | 日本・旭化成                   | 2時間19分35秒  |
| 13   | 1982 | 菅谷久二               | 日本・電電東京                 | 2時間14分29秒  |
| 14   | 1983 | 入江田吉文             | 日本・菱田小学校職員           | 2時間15分40秒  |
| 15   | 1984 | 長島浩                 | 日本・ダイエー                 | 2時間14分53秒  |
| 16   | 1985 | 中井良晴               | 日本・NTT中国                  | 2時間13分24秒  |
| 17   | 1986 | 田村尚史               | 日本・協和発酵防府             | 2時間15分18秒  |
| 18   | 1987 | 山根信二               | 日本・府中市B&G海洋センター    | 2時間16分43秒  |
| 19   | 1988 | 藤重秀之               | 日本・NTT中国                  | 2時間16分20秒  |
| 20   | 1989 | 安里俊光               | 日本・旭化成                   | 2時間16分41秒  |
| 21   | 1990 | 李昌雨                 | 韓国                           | 2時間12分10秒  |
| 22   | 1991 | 李昌雨                 | 韓国                           | 2時間12分51秒  |
| 23   | 1992 | 橋口良登               | 日本・旭化成                   | 2時間14分43秒  |
| 24   | 1993 | 橋口良登               | 日本・旭化成                   | 2時間14分03秒  |
| 25   | 1994 | 阿部健                 | 日本・佐川急便                 | 2時間14分25秒  |
| 26   | 1995 | 金基福                 | 韓国                           | 2時間16分07秒  |
| 27   | 1996 | 堀尾典臣               | 日本・積水化学                 | 2時間12分21秒  |
| 28   | 1997 | 石本孝幸               | 日本・旭化成                   | 2時間11分23秒  |
| 29   | 1998 | 徳永大輔               | 日本・鐘紡                     | 2時間11分38秒  |
| 30   | 1999 | 渡辺共則               | 日本・旭化成                   | 2時間09分40秒  |
| 31   | 2000 | ワルデマール・グリンカ | ポーランド                     | 2時間11分40秒  |
| 32   | 2001 | ハイル・ヌグセ         | エチオピア                     | 2時間10分32秒  |
| 33   | 2002 | ハイル・ヌグセ         | エチオピア                     | 2時間08分16秒  |
| 34   | 2003 | 佐藤浩紀               | 日本・カネボウ                 | 2時間15分04秒  |
| 35   | 2004 | Halefom Abebe          | エチオピア                     | 2時間13分20秒  |
| 36   | 2005 | 吉橋慧                 | 日本・九電工                   | 2時間17分12秒  |
| 37   | 2006 | 里内正幸               | 日本・スズキ                   | 2時間15分04秒  |
| 38   | 2007 | 中森一也               | 日本・大塚製薬                 | 2時間15分40秒  |
| 39   | 2008 | 伊藤健太郎             | 日本・協和発酵バイオ           | 2時間16分01秒  |
| 40   | 2009 | 渋谷明憲               | 日本・柳河精機                 | 2時間13分58秒  |
| 41   | 2010 | セルオド・バトオチル   | モンゴル                       | 2時間14分49秒  |
| 42   | 2011 | セルオド・バトオチル   | モンゴル                       | 2時間11分56秒  |
| 43   | 2012 | 川内優輝               | 日本・埼玉県庁                 | 2時間10分46秒  |
| 44   | 2013 | セルオド・バトオチル   | モンゴル                       | 2時間09分00秒  |
| 45   | 2014 | 川内優輝               | 日本・埼玉県庁                 | 2時間09分46秒  |
| 46   | 2015 | 藤原新                 | 日本・ミキハウス               | 2時間11分50秒  |
| 47   | 2016 | 橋本崚                 | 日本・GMOアスリーツ            | 2時間11分20秒  |
| 48   | 2017 | 川内優輝               | 日本・埼玉県庁                 | 2時間10分03秒  |
| 49   | 2018 | 川内優輝               | 日本・埼玉県庁                 | 2時間11分29秒  |
| 50   | 2019 | マシュー・キプロティク | ケニア                         | 2時間10分47秒  |
| 51   | 2020 | 丸山竜也               | 日本・八千代工業               | 2時間09分36秒  |
| 52   | 2021 | ドミニク・ニャイロ     | ケニア・NTT西日本              | 2時間09分34秒  |
| 53   | 2022 | 中村祐紀               | 日本・住友電工                 | 2時間08分29秒  |
| 54   | 2023 | 川内優輝               | 日本・あいおいニッセイ同和損保 | 2時間08分32秒  |
| 55   | 2024 | 中西亮貴               | 日本・トーエネック             | 2時間09分07秒  |

## 実況中継
主催者の一つである山口放送が製作してテレビとラジオの実況生中継を行っている（ラジオは1972年の第3回大会から、テレビは1990年の第18回大会から）。
後述の通り地上波テレビでの中継は関西以西の日本テレビ系列局（関西以西であっても一部地域は同時ネットせず録画放送で対応）にとどまる。ラジオも山口放送単独での放送であり全国ネットは行われない。

### テレビ放送（地上波）
『KRY SPORTS SPECIAL 防府読売マラソン』の番組名で、近畿以西の日本テレビ系列各局で放送。1972年から1999年までは丸久、2000年から2003年まではカネボウ、2004年から2006年まではマツダが中継の冠スポンサーに付いていた。
2004年までは伊藤国光（カネボウ陸上競技部監督）、2005年からは坂口泰（中国電力陸上競技部監督）が解説を担当。山口放送が地上デジタル放送を開始した2006年から、ハイビジョン中継を実施している。
2021年までは中継の前座番組として『防府読売マラソン まもなくスタート』を11:45 - 12:00に放送し（一部局でネット）、本放送を12:00 - 14:25に実施。
2022年からは、スタート時間の繰り上げに伴い、中継時間を10:25 - 13:00に変更するとともに、11時台の後半に全国ニュース（『NNNストレイトニュース』など）を放送するための中断時間が設けられた。ただし、山口放送では『NNNストレイトニュース』の放送中も、L字型の小画面を通じて山口県内向けに中継映像を流したほか、当日深夜（翌日未明）に生中継の中断時間帯を含めたレースの映像を『防府読売マラソン 完全版』のタイトルで放送している。
なお、過去には日本テレビでも中継を放送していたが、現在は制作・技術協力にとどまっている。また、近畿以西の日本テレビ系列のうち、読売テレビでは2002年、福岡放送では2010年限りで同時ネットを終了し、以降は当日深夜（翌日未明）の録画放送で対応している（2022年は上述の「完全版」を放送。詳細後述）。

### テレビ放送（衛星放送）
2004年から2008年までBS日テレで、2009年・2010年に日テレG+で同時ネット。2011年には放送を見送ったが、2012年以降は、BS日テレが短縮版の録画を放送する年がある。

### インターネット動画配信
2019年からは、日本テレビが日本法人に出資している動画配信サービス・huluで、テレビ中継の映像を編集した動画を期間限定でアーカイブ配信。2022年以降は、中継動画のライブ配信（地上波テレビ放送のサイマル配信）を実施する。
また、山口放送の公式YouTubeチャンネルでは、2021年からテレビ中継の放送終了後にゴールシーン（フィニッシュ）動画のライブ配信を実施している。

### ラジオ放送
山口放送単独で放送。2017年まではテレビ放送と同タイトルで放送していたが、2018年の第49回大会からはラジオ単独で東ソーが冠スポンサーとなり『東ソースポーツスペシャル 防府読売マラソン実況中継』の番組名で放送している。
2018年・2019年には11:50 - 14:40、2020年には11:50 - 15:00、2021年には11:45 - 15:00の時間帯を中継に充てていた。2022年・2023年は、10:20 - 13:00と13:30 - 13:55の2部構成で放送。

### ネット局（テレビ放送）
| 放送対象地域   | 放送局                    | 系列                                         | 放送時間                                                          | 備考                 |
| -------------- | ------------------------- | -------------------------------------------- | ----------------------------------------------------------------- | -------------------- |
| 山口県         | 山口放送（KRY）           | 日本テレビ系列                               | 当日 11:45 - 14:25 （2021年まで） 当日 10:25 - 13:00 （2022年～） | 【制作局】           |
| 広島県         | 広島テレビ（HTV）         | 日本テレビ系列                               | 当日 11:45 - 14:25 （2021年まで） 当日 10:25 - 13:00 （2022年～） | [ 注釈 2 ]           |
| 愛媛県         | 南海放送（RNB）           | 日本テレビ系列                               | 当日 11:45 - 14:25 （2021年まで） 当日 10:25 - 13:00 （2022年～） | [ 注釈 2 ]           |
| 長崎県         | 長崎国際テレビ（NIB）     | 日本テレビ系列                               | 当日 11:45 - 14:25 （2021年まで） 当日 10:25 - 13:00 （2022年～） | [ 注釈 2 ]           |
| 熊本県         | くまもと県民テレビ（KKT） | 日本テレビ系列                               | 当日 11:45 - 14:25 （2021年まで） 当日 10:25 - 13:00 （2022年～） | [ 注釈 2 ]           |
| 鳥取県・島根県 | 日本海テレビ（NKT）       | 日本テレビ系列                               | 当日 12:00 - 14:25 （2021年まで） 当日 10:25 - 13:00 （2022年～） | [ 注釈 2 ]           |
| 徳島県         | 四国放送（JRT）           | 日本テレビ系列                               | 当日 12:00 - 14:25 （2021年まで） 当日 10:25 - 13:00 （2022年～） | [ 注釈 2 ]           |
| 香川県・岡山県 | 西日本放送（RNC）         | 日本テレビ系列                               | 当日 12:00 - 14:25 （2021年まで） 当日 10:25 - 13:00 （2022年～） | [ 注釈 2 ]           |
| 高知県         | 高知放送（RKC）           | 日本テレビ系列                               | 当日 12:00 - 14:25 （2021年まで） 当日 10:25 - 13:00 （2022年～） | [ 注釈 2 ]           |
| 鹿児島県       | 鹿児島読売テレビ（KYT）   | 日本テレビ系列                               | 当日 12:00 - 14:25 （2021年まで） 当日 10:25 - 13:00 （2022年～） | [ 注釈 2 ]           |
| 大分県         | テレビ大分（TOS）         | 日本テレビ系列 フジテレビ系列                | 当日 12:00 - 14:25 （2021年まで） 当日 10:25 - 13:00 （2022年～） | [ 注釈 3 ]           |
| 宮崎県         | テレビ宮崎（UMK）         | フジテレビ系列 日本テレビ系列 テレビ朝日系列 | 当日 12:00 - 14:25 （2021年まで） 当日 10:25 - 13:00 （2022年～） | [ 注釈 4 ]           |
| 近畿広域圏     | 読売テレビ（ytv）         | 日本テレビ系列                               | 翌日未明                                                          | 詳細別記             |
| 福岡県         | 福岡放送（FBS）           | 日本テレビ系列                               | 翌日未明                                                          | 詳細別記             |
| 日本全国       | BS日テレ                  | BSデジタル放送                               | 12月28日 3:00 - 4:00                                              | ダイジェスト版を放送 |

### テレビの録画中継
読売テレビでは2003年から、福岡放送では2011年から、中継の録画を当日の深夜（翌日の未明）に放送している。
読売テレビ
- 2004年：12月20日 0:55 - 3:20
- 2005年：12月19日 0:50 - 3:15
- 2006年：12月18日 1:50 - 4:15
- 2007年：12月17日 1:59 - 4:24
- 2008年：12月22日 2:00 - 4:25（サッカー中継の延長に伴って当初の予定から5分繰り下げ）
- 2009年：12月21日 1:20 - 3:45
- 2010年：12月20日 2:20 - 4:45

読売テレビ・福岡放送
- 2011年：12月19日 1:50 - 4:15
- 2012年：12月18日 2:49 - 5:14（福岡放送）、2:53 - 5:18（読売テレビ）[注釈 5]
- 2013年：12月16日 1:29 - 3:54
- 2014年：12月22日 1:54 - 4:19
- 2018年：12月17日 1:35 - 4:00
- 2019年：12月16日 2:00 - 4:25（読売テレビ）、2:30 - 4:55（福岡放送）
- 2020年：12月21日 1:25 - 3:50（読売テレビ）、1:50 - 4:15（福岡放送）
- 2021年：12月20日 1:25 - 3:50（読売テレビ）、1:55 - 4:20（福岡放送）

防府読売マラソン 完全版（山口放送・読売テレビ・福岡放送）
- 2022年：12月5日 1:35 - 4:00
- 2023年：12月4日 1:35 - 4:00
- 2024年：12月2日 1:40 - 4:05

### 注記
1. ↑  なお、当該時間帯は大分・宮崎に向けても中継を継続している。
2. 1 2  2022年からは、11:30 - 11:40に『NNNストレイトニュース』を放送するため中断。
3. ↑  2022年からは、11:50 - 12:00に『Live News days』を放送するため中断。
4. ↑  2022年からは、11:50 - 12:00に『ANNニュース』を放送するため中断。
5. ↑  大会の当日に執行された第46回衆議院議員総選挙の開票特別番組『ZERO×選挙』の編成を優先したため、大会翌々日未明（大会翌日の深夜）に放送。